# Okada Beisanjin

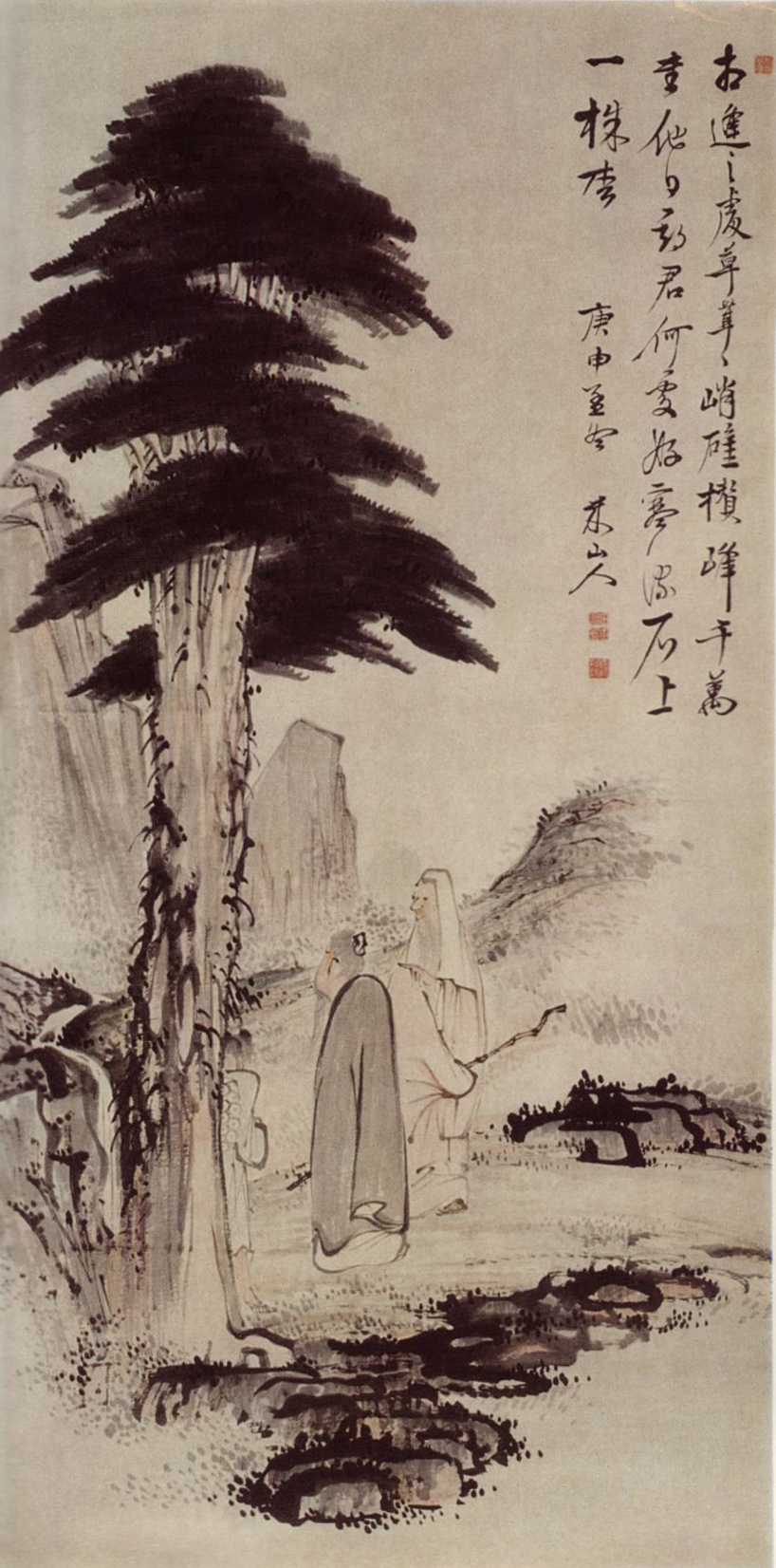
Gelehrte unter einer Kiefer

Okada Beisanjin (japanisch 岡田 米山人, auch Beiō (米翁); geb. 1744 in Osaka; gest. 15. September 1820) war ein japanischer Maler der Nanga-Richtung der späteren Edo-Zeit.

## Leben und Werk
Okada war ursprünglich ein Reishändler namens Koku (國/国). Von dieser Tätigkeit herkommend nannte er sich als Künstler Beisanjin „Mensch vom Reisberg“. Er hatte chinesische Literatur und Geschichte studiert und diente dem Fürsten des in der Stadt Tsu regierenden Tōdō-Klans, der ihn in den 1790er Jahren als Verwalter seines Lagerhauses für Reis in Osaka engagiert hatte.
Malen brachte er sich vollständig selbst bei durch das Studium der chinesischen Maler der Yuan- und Ming-Zeit, besonders der Literatenmaler, wie Huang Gongwang (1269–1354) oder Ni Zan. Nachdem seine Frau 1818 gestorben war, widmete er sich ausschließlich der Malerei.
So entwickelte er sich in der zweiten Lebenshälfte zu einem Maler, dessen Stil, der durch ungewöhnliche Komposition und wenig Farbe charakterisiert werden kann. Seine Bilder stellen fast ausschließlich Landschaften dar, und diese sind, selbst wenn sie nur als Skizze ausgeführt sind, sorgfältig durchdacht. Beisanjin war mit Uragami Gyokudō und Tanomura Chikuden befreundet, sein Haus war ein Treffpunkt für Maler und Gelehrte.
Beisanjins Sohn Hankō war ebenfalls ein ausgezeichneter Maler.

## Bilder

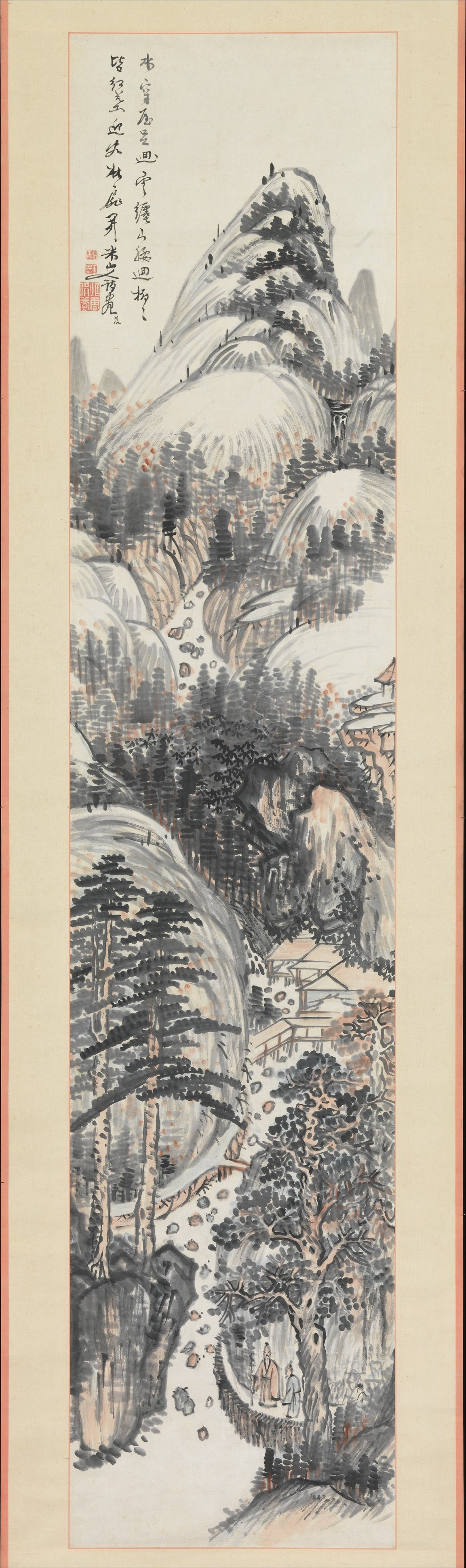
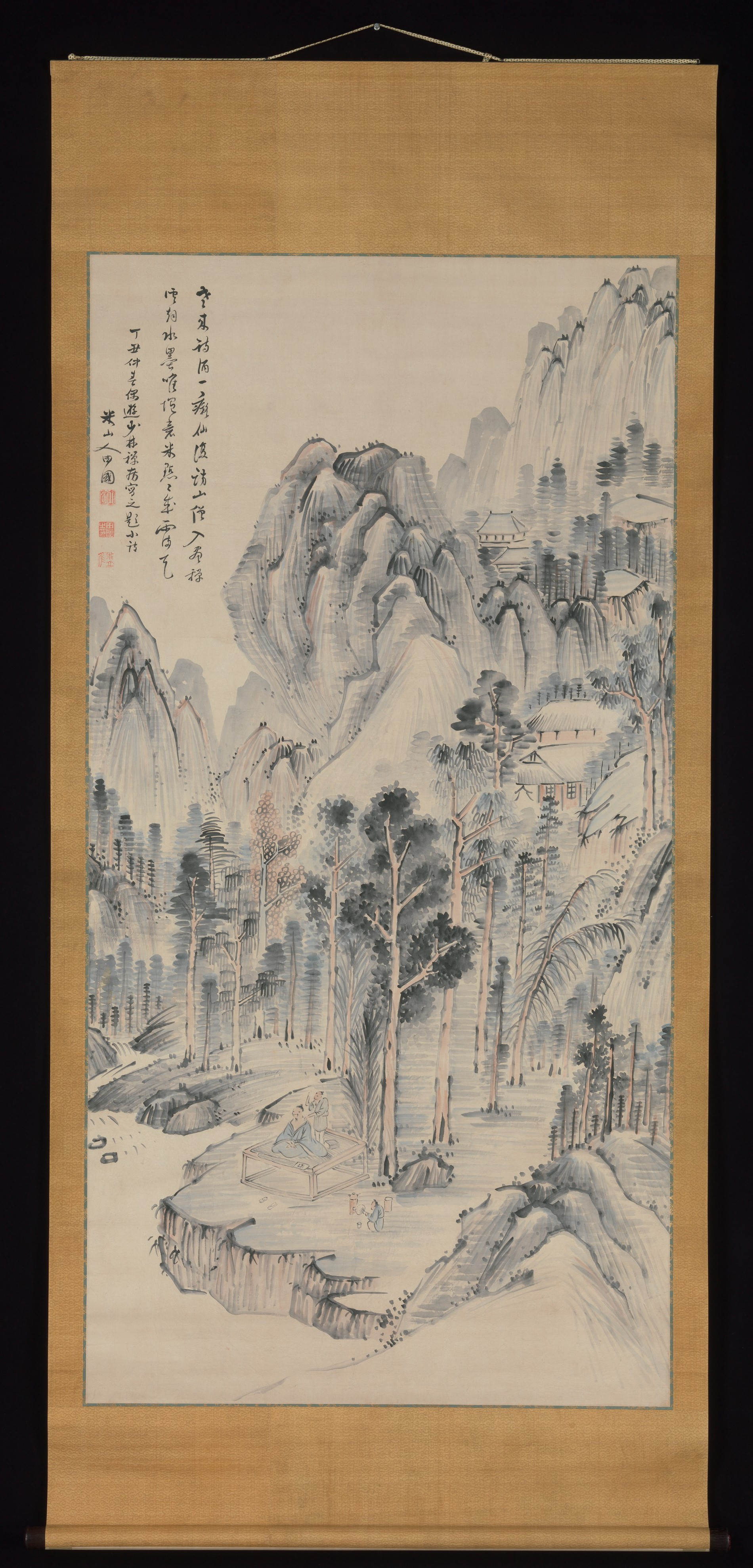
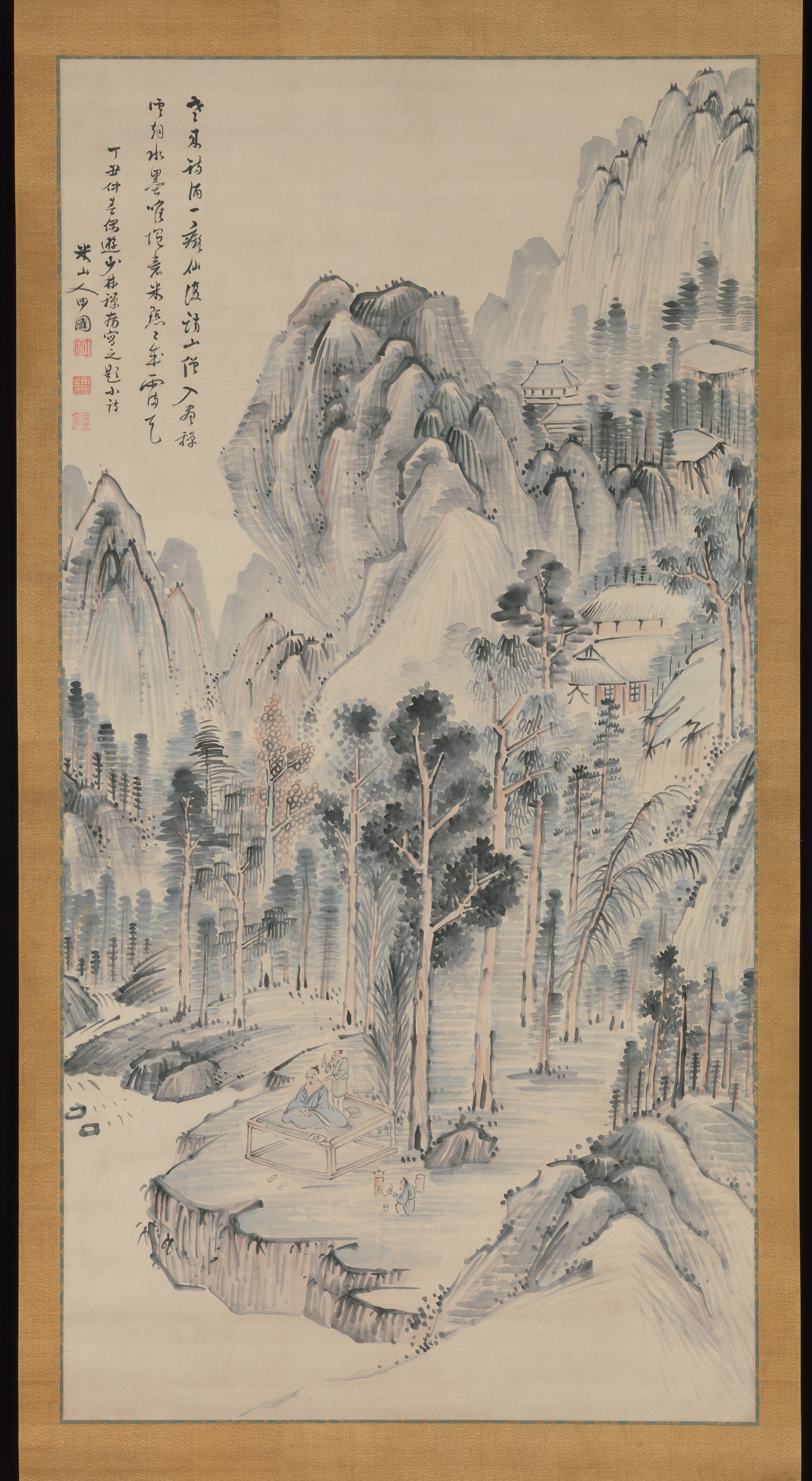
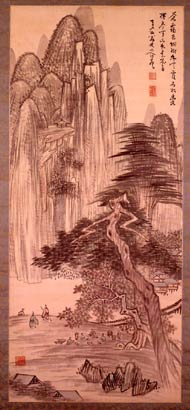
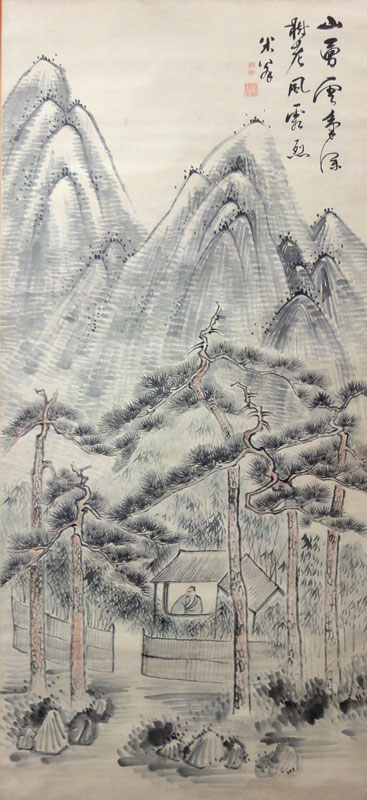
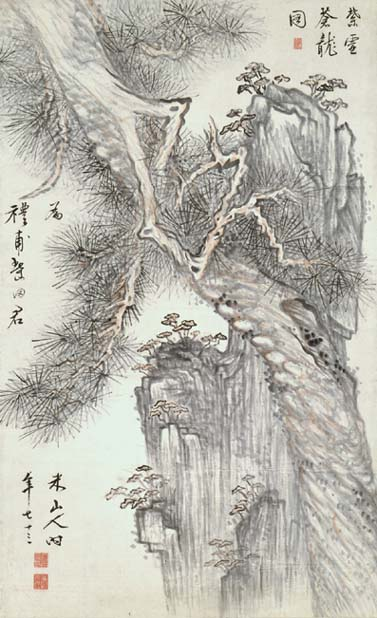